# Unforgettable (French Montana)
Unforgettable è un singolo del rapper statunitense French Montana, pubblicato il 7 aprile 2017 come primo estratto dal secondo album in studio Jungle Rules.
Il brano si avvale della produzione di Jaegen e 1Mind e della collaborazione di Swae Lee. Il 25 agosto 2017 viene pubblicata la versione remix "Unforgettable (Mariah Carey Remix)" con la partecipazione della stessa cantautrice americana Mariah Carey.

## Video musicale
Il video è stato pubblicato il 13 aprile 2017 sul canale Vevo di French Montana ed è stato girato in Uganda, a Kampala.

## Tracce
Testi e musiche di Karim Kharbouch, Khalif Brown, K Duece, C.P DUBB, McCulloch Reid Sutphin e Jake Aujla.
1. Unforgettable – 4:43
2. Unforgettable (Mariah Carey Remix) – 3:53

## Classifiche

### Classifiche settimanali
| Classifica (2017-18) | Posizione massima |
| -------------------- | ----------------- |
| Australia            | 7                 |
| Austria              | 11                |
| Belgio (Fiandre)     | 20                |
| Belgio (Vallonia)    | 4                 |
| Canada               | 3                 |
| Danimarca            | 6                 |
| Francia              | 3                 |
| Germania             | 6                 |
| Grecia               | 4                 |
| Irlanda              | 2                 |
| Italia               | 67                |
| Libano               | 16                |
| Norvegia             | 11                |
| Nuova Zelanda        | 6                 |
| Paesi Bassi          | 9                 |
| Portogallo           | 2                 |
| Regno Unito          | 2                 |
| Repubblica Ceca      | 18                |
| Slovacchia           | 14                |
| Spagna               | 46                |
| Stati Uniti          | 3                 |
| Svezia               | 5                 |
| Svizzera             | 9                 |
| Ungheria             | 7                 |

### Classifiche di fine anno
| Classifica (2017) | Posizione |
| ----------------- | --------- |
| Brasile           | 168       |
| Classifica (2019) | Posizione |
| Sudafrica         | 9         |